# Dacia Logan
A Dacia Logan egy alsó-középkategóriás autó, amelyet a francia Renault és leányvállalata, a román Dacia közösen gyárt 2004 óta. A 2012-ben a második generációjába lépett típus Dacia változatai Mioveniben, Romániában készülnek, míg a többi a Renault marokkói, brazíliai, törökországi, oroszországi, kolumbiai, iráni és indiai gyáraiban, valamint a pick-up variánst Dél-Afrikában, Pretoriában is gyártják, Nissan márkanév alatt.
A Dacia Logan modellt egyes piacokon Renault Logan, Nissan Aprio, Mahindra Verito, Renault Tondar 90, Lada Largus (MCV), Nissan NP200 (pick-up), illetve Renault Symbol (második generáció) modellnéven  ismerik.
2004 és 2015 júliusa között mintegy 1,5 millió példányt adtak el világszerte a Dacia Logan néven kínált változatból, míg a Renault Logan/Symbol változatok szintén ugyanekkora eladási példányszámot produkáltak 2014-ig.

## Logan I (2004–2012)

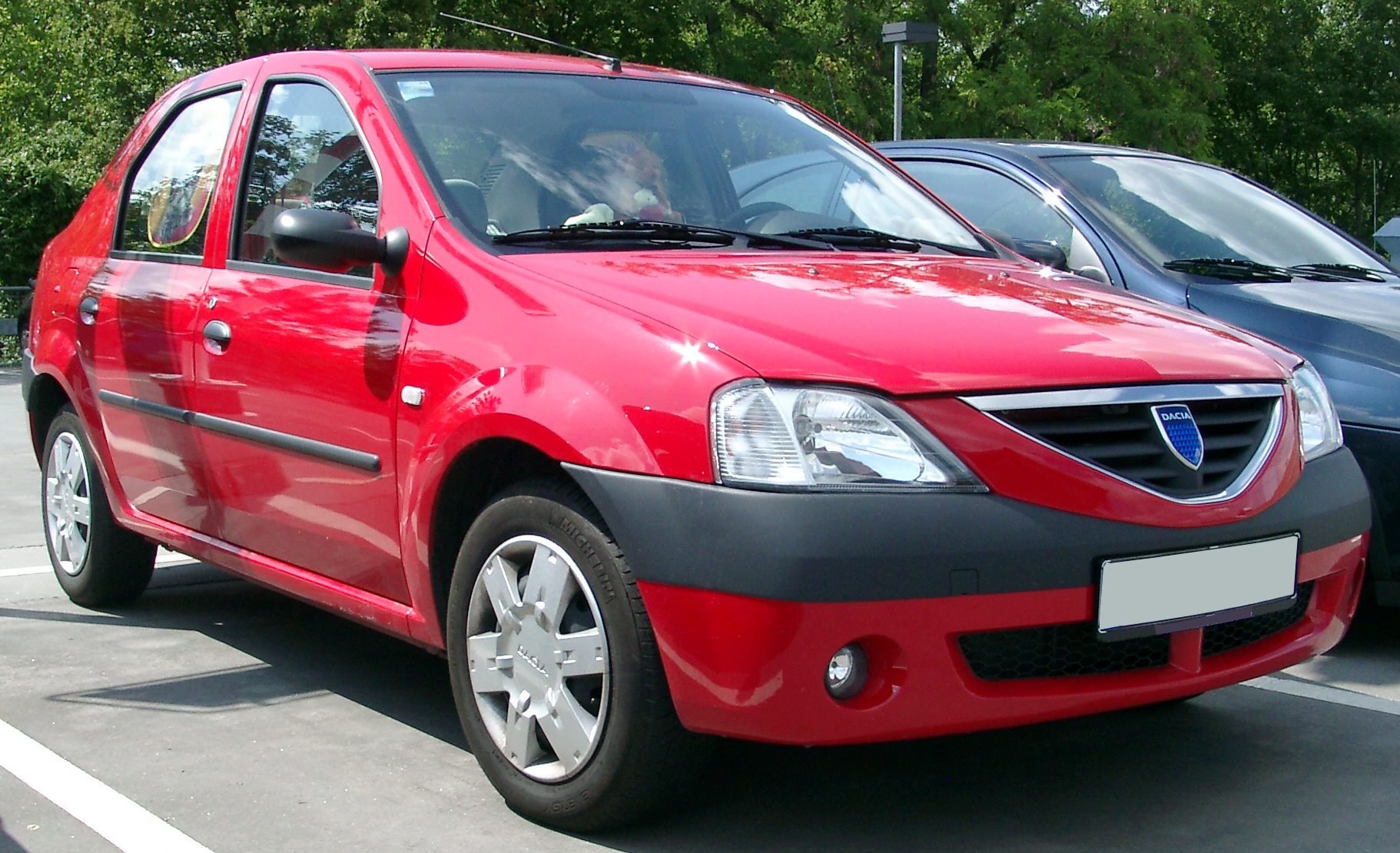
Modellfrissítés előtti Logan I

Miután a Renault 1998-ban felvásárolta a Daciát, már korán, 1999-ben, X90 kódnév alatt hozzálátott a Logan megtervezéséhez és kifejlesztéséhez a Párizshoz közeli Technocentre-ben.
A Renault akkori elnöke, Louis Schweitzer Jacques Chirac francia elnök megbízásából Oroszországba látogatott, az ottani piaci helyzet felmérése céljából. Azt tapasztalta, hogy a 6000 eurós Ladák jól fogytak, a dupla ennyibe kerülő Renault-k viszont a kereskedésekben maradtak. "Látva azokat az ósdi autókat, elfogadhatatlannak találtam, hogy a kocsikba kerülő egyre fejlettebb és drágább technikai berendezések miatt az emberek ne vehessenek maguknak egy jó autót 6000 euróért." (Később a célzott irányárat 5000 euróban határozta meg.) "A tervezés kezdetén a fő specifikációkat három szóban fogalmaztam meg – modern, megbízható és olcsó -, minden másban hajlandó voltam meghallgatni minden ötletet." – mondta Schweitzer. Az általa kitűzött 5000 eurós árat végül nem sikerült tartani, Romániában az alapmodell ára 5900 euró volt, mely a választott felszereltségi szinttől függően 11 200 euróig emelkedhetett. Az alapmodell valamelyest drágább volt azokban a nyugat-európai országokban, ahol az autót Dacia márkanév alatt, de Renault kereskedésekben árulták.
A Logant a kezdetektől fogva úgy tervezték, hogy elérhető árú legyen, ezért a Renault típusokhoz képest számos helyen leegyszerűsített megoldások kerültek bele. A Dacia számára azonban így is komoly előrelépést jelentett a Renault 12-n alapuló Dacia 1310 után.
Az elkészült modellt 2004 júniusában mutatták be hivatalosan, az értékesítés pedig szeptemberben kezdődött meg. A Renault eredetileg nem tervezte, hogy a nyugat-európai piacokon is bevezeti a típust, de 2005 júniusában mégis megkezdte a körülbelül 7500 euró-ba kerülő, közepesen felszerelt változat kísérleti exportálását. Ez váratlan sikert hozott azok körében, akik egy olcsó, egyszerű autót kerestek, amit akár maguk is meg tudtak javítani.
A Logan 2007 áprilisában került bemutatásra Indiában, a Mahindra közreműködésével, mely 15%-os költségcsökkenést jelentett a Renault-nak. Ez volt az első alkalom, hogy az autóból jobbkormányos változat készült. A Mahindra és a Renault üzletileg azóta már szétváltak, de a Logant továbbra is gyártja és értékesíti az indiai cég, a Renault technikai támogatásával. A kocsi jelenleg Verito típusnév alatt, Mahindra logóval vásárolható meg az országban.

### Díjak
Az Autobest 2005 eseményen a Dacia Logant az év autójának választotta a 15 tagú döntőbizottság, akik Bulgáriából, Horvátországból, Csehországból, Ciprusról, Macedóniából, Magyarországról, Romániából, Oroszországból, Szerbiából, Szlovákiából, Szlovéniából, Törökországból, Ukrajnából és Máltáról érkeztek. A döntés során 13 különböző kritériumot vettek figyelembe, melyekbe beletartozott az üzemanyagtakarékosság, a variálhatóság, a belsőtér mérete és a formatervezés.

### Ráncfelvarrás
2008 július 1-jén, majdnem négy évvel a bemutatása után a Logan ráncfelvarráson esett át, mely során modernizálták a külső formatervét, a belsőtér pedig kényelmesebb lett.

### Minőség és berendezések

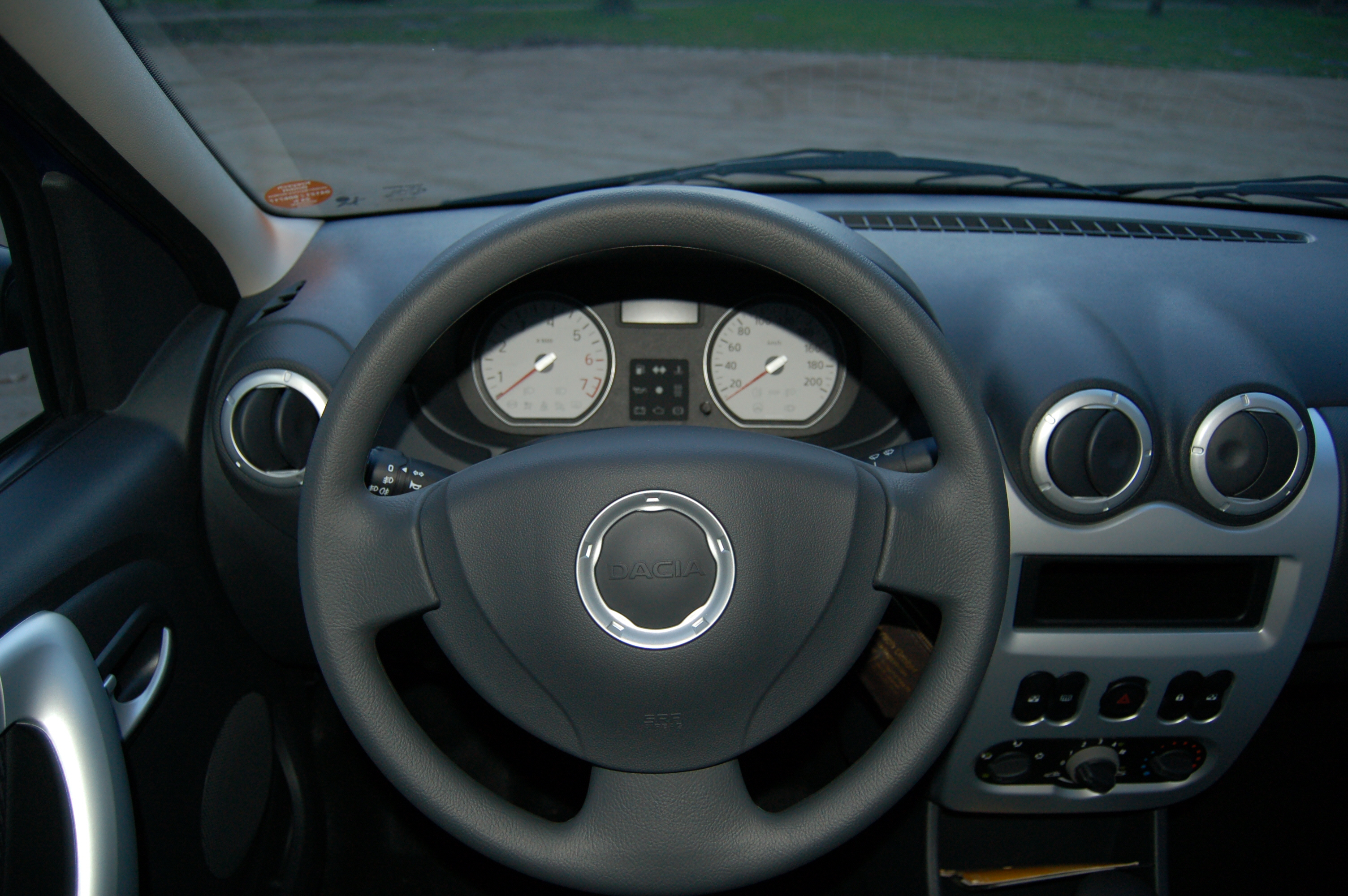
Egy Logan MCV belsőtere

A Logan a B0-padlólemezre épül, csakúgy, mint a Renault Clio II és még néhány már Renault és Nissan modell. Körülbelül 50%-kal kevesebb alkatrészből áll, mint a Renault akkori csúcsmodelljei, melyek komoly hányadát az elektronikai berendezések teszik ki. Ennek oka a gyártási költség, és így a vételár alacsonyan tartása, valamint az olcsóbb, egyszerűbb szervizelhetőség volt.
Emellett az autó számos alkatrésze jóval egyszerűbb, mint fő vetélytársaié. A visszapillantó tükrök például szimmetrikusak, így mindkét oldalra felszerelhetők, a szélvédő kevésbé íves, mint a legtöbb autóban és a műszerfal is egyetlen darab fröccsöntött műanyagból készült.
A fejlesztők a tervezés során figyelembe vették a különböző célországok éghajlati adottságait, illetve a fejlett és fejlődő országok úthálózatának minőségbeli különbségeit. A Logan felfüggesztése puha, de erős, az autó hasmagassága pedig a kategóriájában megszokottnál magasabb, hogy a földutak és kátyús, rossz minőségű aszfalt se okozzon neki gondot. A motorokat tudatosan úgy tervezték, hogy képesek legyenek alacsonyabb minőségű üzemanyaggal is működni, a klímaberendezés tervezésekor pedig figyelembe vették, hogy Közel-Keleten gyakran 40 °C feletti a hőmérséklet.

### Felszereltségi szintek

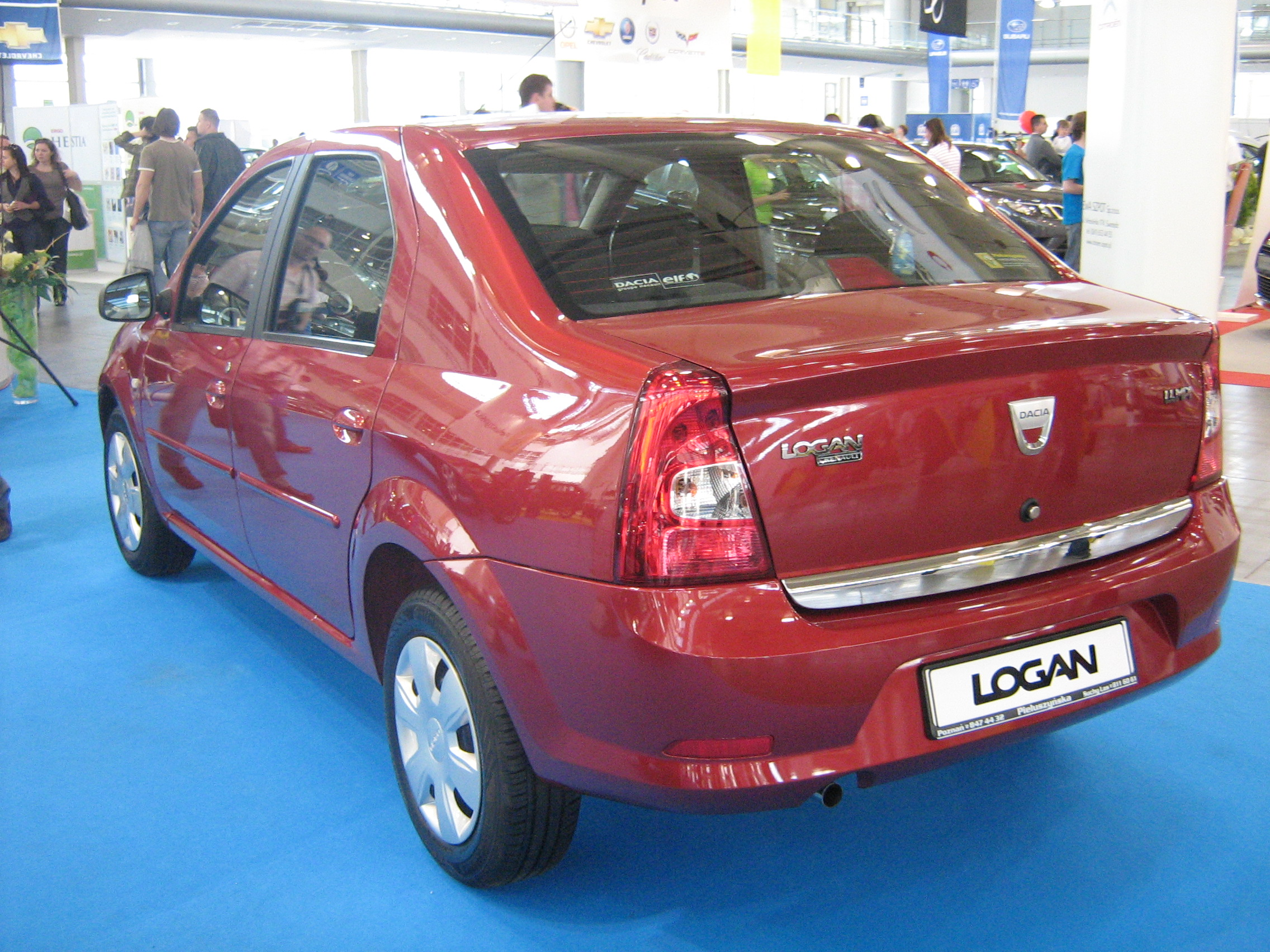
Modellfrissítés utáni változat hátulról

Romániában a bemutatáskor négy felszereltségi csomag volt elérhető: az Ambiance, a Preference, a Laureate és az Ambition. Az Ambiance volt az alapfelszereltség, mely vezetőoldali légzsákot, színre fújt lökhárítókat, dísztárcsás kerekeket és központi zárat jelentett. Az eggyel magasabb Preference felszereltség ezeken felül utasoldali légzsákot, szervokormányt, elektromos első ablakokat, két hátsó fejtámlát, rádiót és távirányítóról nyitható ajtókat tartalmazott. A Laureate csomag ködlámpákat, fedélzeti számítógépet, elektromos tükröket, három hátsó fejtámlát és több irányban állítható vezetőülést kínált. A kínálat csúcsát jelentő Ambition ABS-t, elektromos hátsó ablakokat, CD-lejátszót és könnyűfém felniket tartalmazott az előbb felsoroltakon kívül. Az 1,6 literes, soros négyhengeres benzinmotor az Ambiance-ban nem, csak a Preference felszereltségi szinttől volt elérhető. 2005 szeptemberében bemutatásra került egy 1,5 literes dízelmotor, mely eleinte szintén nem volt rendelhető a legmagasabb, Ambition felszereltségű modellekhez. 2006 januárjában megjelent a Laureate Plus felszereltségi szint, mely a hagyományos Laureate-felszereltség mellett ABS-t, CD-lejátszót és elektromos hátsó ablakokat tartalmazott. Ugyanekkor az Ambition modellek dízelmotorral is megvásárolhatók lettek.
2006 szeptemberében több apró fejlesztésen is átesett a kocsi, ezek közé tartozott az új csomagtartónyitó gomb, az új váltógomb, a hátsó kristálylámpák, az új dísztárcsa és könnyűfém felni dizájnok, valamint három új szín. Megjelent a Prestige felszereltségi csomag, mint a kínálat új csúcsa, melyhez nagyobb külső visszapillantó tükrök; teljes mértékben színre fújt lökhárítók, oldalsó díszlécek és kilincsek; bőrözött váltógomb és kormánykerék és más egyéb belső finomítások és kényelmi felszerelések jártak. Ez kizárólag az új 1,6 literes, 16 szelepes benzinmotorral volt kapható, mely 105 lóerős (78 kW) teljesítmény leadására volt képes.
2007 júliusában megjelent az 1,5 literes dízelmotor erősebb változata, 85 lóerővel (63 kW). Eleinte csak a Preference és Laureate felszereltségű MCV-khez volt kapható, de 2007 szeptemberétől a Laureate, Ambition és Prestige csomaggal vásárolt szedánokhoz is rendelhető lett.
2009 júniusában a Logan és a Sandero motorkínálatában is megjelent egy 1,2 literes, 16 szelepes benzinmotor, mely 75 lóerős (56 kW) teljesítmény és 107 Nm nyomaték leadására volt képes.

### Biztonság
2005 júniusában a Logan első generációja háromcsillagos eredményt ért el az Euro NCAP által végzett törésteszten. Ez megegyezett a Renault előzetes elvárásaival.
Az autóba a felszereltségi szinttől függően vezetőoldali, utasoldali, sőt, a modellfrissítés utáni verziókba oldallégzsákok is kerültek. A frissítésen átesett modellek mindegyikébe az akkor legújabb generációhoz tartozó Bosch 8.1 ABS került, elektronikus fékerőelosztóval (EBD) és vészfékrásegítővel (EBA).

### Motorok
| Név     | Kód           | Hengerűrtartalom | Típus            | Teljesítmény               | Nyomaték          | Végsebesség | Kombinált fogyasztás |
| ------- | ------------- | ---------------- | ---------------- | -------------------------- | ----------------- | ----------- | -------------------- |
| 1.0 16v | D4D Hi-Flex   | 999 cm³          | 16 szelepes DOHC | 77 LE (57 kW) @ 5850 rpm   | 99 Nm @ 4350 rpm  | 160 km/h    | n/a                  |
| 1.2 16v | D4F 732       | 1149 cm³         | 16 szelepes DOHC | 75 LE (55 kW) @ 5500 rpm   | 107 Nm @ 4250 rpm | 161 km/h    | 5,9 l/100 km         |
| 1.4 8v  | K7J 710       | 1390 cm³         | 8 szelepes SOHC  | 75 LE (55 kW) @ 5500 rpm   | 112 Nm @ 3000 rpm | 162 km/h    | 6,9 l/100 km         |
| 1.6 8v  | K7M 710       | 1598 cm³         | 8 szelepes SOHC  | 87 LE (64 kW) @ 5500 rpm   | 128 Nm @ 3000 rpm | 175 km/h    | 7,3 l/100 km         |
| 1.6 8v  | K7M Hi-Torque | 1598 cm³         | 8 szelepes SOHC  | 95 LE (70 kW) @ 5250 rpm   | 138 Nm @ 2850 rpm | 175 km/h    | n/a                  |
| 1.6 8v  | K7M Hi-Power  | 1598 cm³         | 8 szelepes SOHC  | 98 LE (72 kW) @ 5500 rpm   | 138 Nm @ 2850 rpm | 182 km/h    | n/a                  |
| 1.6 16v | K4M 690       | 1598 cm³         | 16 szelepes DOHC | 105 LE (77 kW) @ 5750& rpm | 148 Nm @ 3750 rpm | 183 km/h    | 7,1 l/100 km         |
| 1.6 16v | K4M Hi-Flex   | 1598 cm³         | 16 szelepes DOHC | 111 LE (82 kW) @ 5750 rpm  | 152 Nm @ 3750 rpm | 185 km/h    | n/a                  |
| 1.5 dCi | K9K 792       | 1461 cm³         | 8 szelepes SOHC  | 68 LE (50 kW) @ 4000 rpm   | 160 Nm @ 1700 rpm | 158 km/h    | 4,9 l/100 km         |
| 1.5 dCi | K9K 796       | 1461 cm³         | 8 szelepes SOHC  | 86 LE (63 kW) @ 3750 rpm   | 200 Nm @ 1900 rpm | 167 km/h    | 4,6 l/100 km         |

### Külföldi forgalmazás és gyártás
A Logan I fontos szerepet játszott a Renault csoport eladási statisztikáin belül, ezt jól mutatja az is, hogy 2010-ig 4 millió darab talált gazdára világszerte, minden változatot figyelembe véve. Az autót a romániai üzem mellett gyártották Oroszországban (Avtoframos), Marokkóban (Somaca), Kolumbiában (Sofasa), Iránban (két üzemben), Indiában (Mahindra), Brazíliában (Renault do Brasil) és Dél-Afrikában (Nissan) is. Romániában, a mioveni gyártól nem messze található az a logisztikai központ, ahonnan az alkatrészek továbbításra kerülnek a világ többi részein található összeszerelő üzemekbe, ez nemcsak a Renault csoporton, de az egész autóiparon belül a legnagyobb logisztikai központnak számít.
A legtöbb olyan európai, afrikai és ázsiai országban országban, ahol a Renault jelen van a piacon (pl.: Románia, Magyarország, Franciaország, Belgium, Olaszország, Hollandia, Németország, Görögország, Lengyelország, Szerbia, Csehország, Szlovénia, Marokkó, Törökország stb.) a kocsi Dacia Logan néven került a piacokra. Kivételt képez Argentína, Oroszország, Ukrajna, Ecuador, Kolumbia, Izrael, Egyiptom, Brazília, Chile, Peru és Venezuela, ahol Renault Logan néven vált ismertté a típus. Mexikóban pedig Nissan Aprio néven forgalmazták, a japán márka kedvezőbb megítélése miatt. Az Aprióba 1,6 literes, 16 szelepes, soros négyhengeres motor került, ötsebességes manuális vagy négysebességes automata sebességváltóval, és Brazíliában került összeszerelésre. 2010 augusztusában befejezték a gyártását az egyre csökkenő kereslet miatt, helyét a 2012-es modellévben a Versa vette át.
Brazíliában a Renault helyi gyárában, São José dos Pinhaisban folyt az összeszerelés, 2007 óta, a modellfrissítés utáni változat gyártását pedig 2010-ben kezdték meg. Dél-Afrikában kizárólag a pick-up változatot gyártották, 2009-es kezdettel, Nissan márkanév alatt.

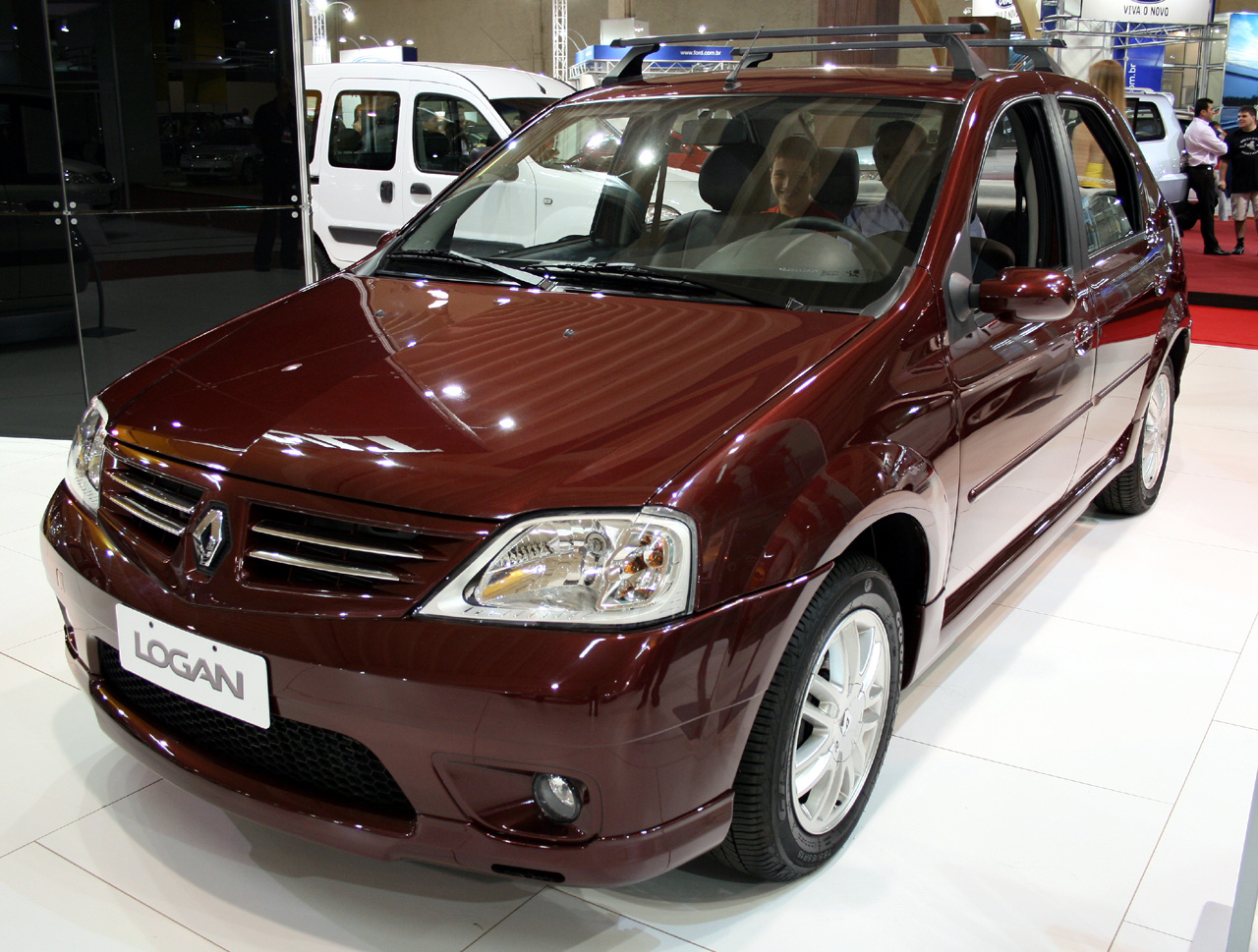
Brazíliában gyártott Renault Logan

Indiában a típus Mahindra Renault Logan néven került bevezetésre. 2005-ben a Renault partneri megállapodást kötött a helyi autógyártóval, a Mahindra & Mahindrával, melynek eredményeként 2007-ben bemutatkozott a Logan. az indiai piacon. A cég a hazai piac mellett a nepáli és dél-afrikai piacokra való szállítás jogát is megszerezte. Eleinte azonban nem voltak túl kelendőek az új modellek, az első években mindössze 44 ezer darab talált gazdára Indiában és 2600 a másik két piacon. 2010 áprilisában a Mahindra & Mahindra felvásárolta a Renault 49%-os részesedését a Renault Mahindra üzemben, így szabadabban változtathatott a kocsin, az indiai igényeknek megfelelően. 2011 márciusáig még a közös Renault-Mahindra emblémával árulták az autót, utána viszont Mahindra Verito lett a neve. A kisebb átdolgozások során a kocsi elején történtek változások, de a Renault dízelmotorjait megtartotta a Mahindra. 2012. július 26-án Delhiben bemutatásra került egy frissített változat, majd 2013. június 5-én a Verito Vibe ferde hátú variáns.
2007-ben a Logan megjelent az iráni piacon, Renault Tondar 90 néven, melyet a Renault-Pars forgalmazott és a Pars Khodro, valamint az Iran Khodro gyártott. A bevezetés azonnali siker volt, már a gyártás első hónapjában 100 ezer megrendelés érkezett. A Renault-Parst 51%-ban a Renault franciaországi anyavállalata birtokolja, a maradék 49%-on pedig az IKCO (Iran Khodro) és a SAIPA osztozik. 2010-ben az IKCO bemutatott egy olyan változatot, mely benzinnel és CNG-vel is képes volt üzemelni, ezt 2012-ig gyártották.
Az Amerikai Egyesült Államokban az EnVision Motor Company tervezte a kombi és pick-up változatokból készült elektromos meghajtású modellek bevezetését, EMC E36 néven. Az iowai Des Moinesben található cég aszinkron motort szerelt volna az autókba, melyek tervezett hatótávolsága 200 mérföld (320 km) volt, egy feltöltéssel, csúcssebessége pedig 75 mérföldperóra (121 km/h) lett volna. Emellett regeneratív fékrendszer és fokozatmentes sebességváltó került volna bele, és 110, valamint 220 voltos hálózatról is tölthető lett volna. A tervek azonban meghiúsultak, mivel a vállalat csődeljárás alá került.
A Logan I gyártása Romániában a négyajtós szedánnal kezdődött, melyet 2006 szeptemberében a kombi követett. 2007 és 2008 között került bemutatásra a pick-up, a kisáruszállító, a Loganen alapuló ferde hátú (Sandero), valamint a szedán megújult változata. 2006-ban a Dacia 1,5 milliárd euró volt, 19,6%-kal több, mint egy évvel korábban. Évente körülbelül 250 ezer Logan I készült el Mioveniben, melyek fele külföldi piacokon került értékesítésre. 2009. szeptember 3-án bejelentették, hogy elkészült az egymilliomodik Dacia, minden a Logan padlólemezére épülő típust beleszámítva. Ezek közül 576 880 volt Logan, 246 869 Logan MCV, 144 931 Sandero és Stepway, 19 897 Logan VAN és 11 416 Logan Pick-Up.
A kedvező eladási adatok egyik oka a Dacia modellek megbízhatósága volt. Egy francia újság felmérése alapján az olvasók a Logan I-et az egyik legmegbízhatóbb autónak ítélték. A siker másik oka az alacsony fenntartási és szervizköltség volt. Ugyanezen felmérés alapján a francia olvasók a Dacia modelljeit tartották a legkedvezőbb áron fenntartható autóknak. 2010-ben egy Németországban végzett vásárlói elégedettséget vizsgáló felmérés során a Dacia márka a második helyen végzett.

### Változatok

#### Logan MCV

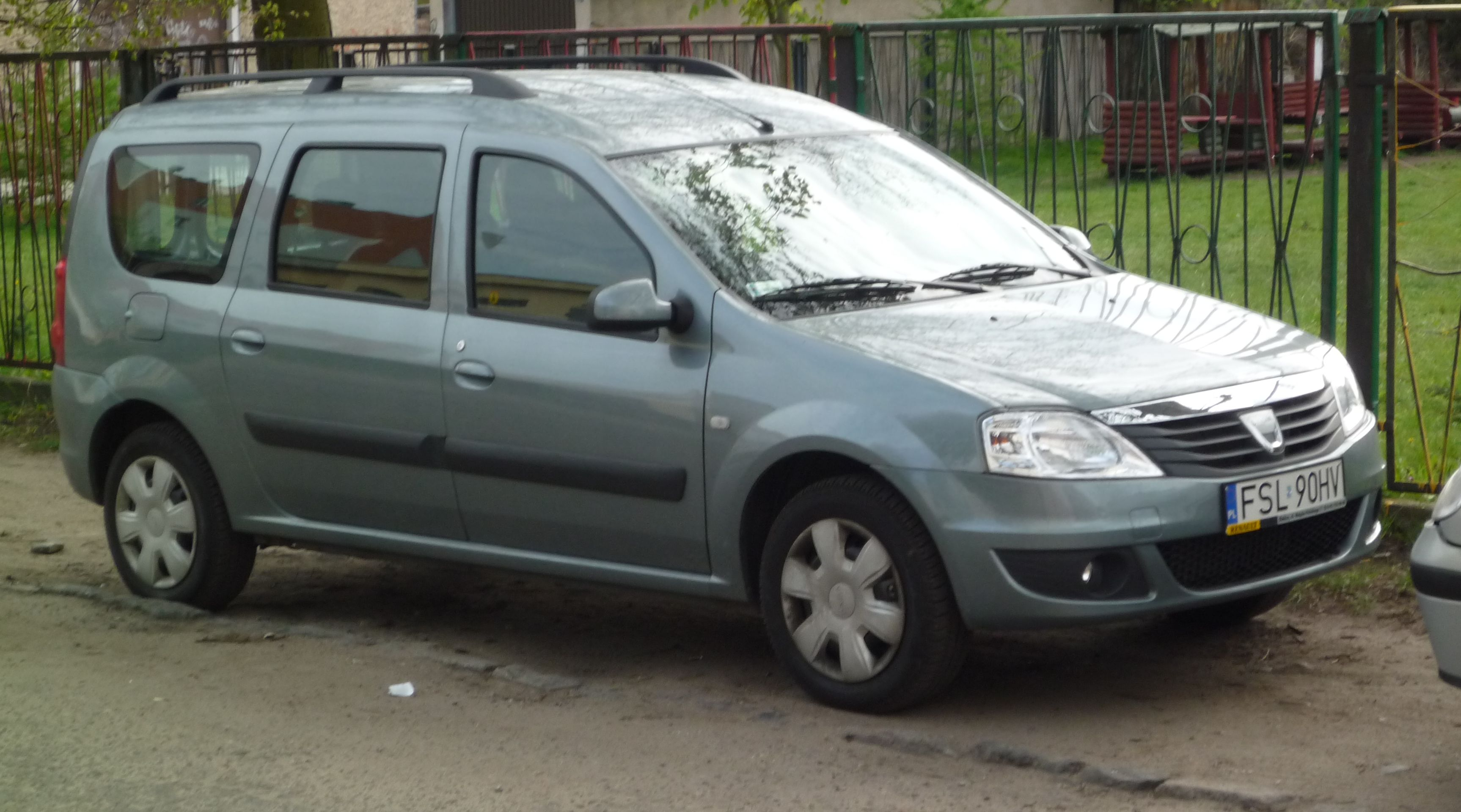
Dacia Logan MCV

A Logan MCV (Multi-Convivial Vehicle) 2006-ban, a Párizsi Autószalonon jelent meg, mint a Logan I kombiváltozata. Öt- és hétüléses változatban készült, csomagtartója 200 és 2350 liter között volt variálható, attól függően, hogy hány ülés volt ledöntve. Emellett számtalan apró tárolórekesz volt elhelyezve benne kisebb tárgyak számára. Tengelytávja 275 mm-rel nagyobb volt, mint a szedán változaté, és nagyobb hátsóajtókkal rendelkezett, hogy a harmadik ülésorra is könnyen be lehessen ülni. Ugyanazokat a motorokat szerelték bele, mint a szedánba, és ehhez is rendelhetők voltak oldallégzsákok. A gyár a családi egyterűek közvetlen riválisának szánta az MCV-t.
A romániai piacon 2006 októberben kezdődött meg az értékesítés, 8200 és 12 550 euró közötti árakon. Külföldön 2007 elejétől lett megvásárolható a modell. 2008 végén kisebb frissítésen esett át az MCV, átvéve a megújult szedán fényszóróit és első lökhárítóját. A gyártás 2012 novemberében ért véget, amikor az első generációs MCV helyét átvette a Lodgy.
2012 óta az autót Oroszországban, az AvtoVAZ-nál is gyártják, Lada Largus néven. Először 2010-ben, a Moszkvai Autószalonon jelent meg Lada emblémával Lada Project R90 kódnév alatt. Városi terepjárókra jellemző külső kiegészítőkkel is kapható, Largus Cross néven.

#### Logan VAN

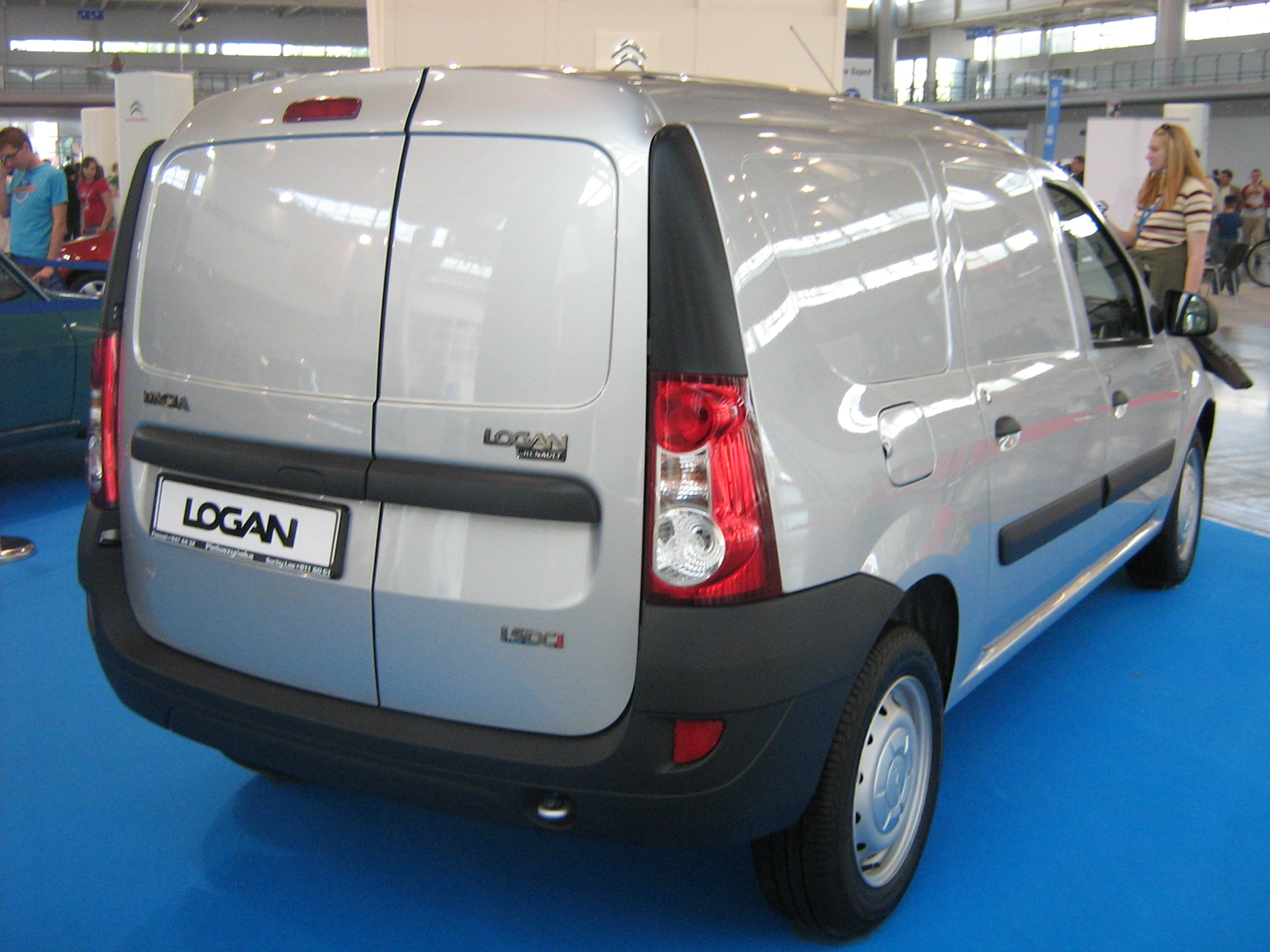
Dacia Logan Van

A Logan I kisáruszállító változata 2007. január 23-án került hivatalosan bemutatásra, Bukarestben. 2500 literes raktérrel rendelkezett és 800 kg árut volt képes elszállítani. A Logan VAN tulajdonképpen egy MCV, hátsóülések és -ablakok nélkül, így ugyanazok a biztonsági felszerelések és motorok (az 1,6 literes, 16 szelepes kivételével) kerültek bele, mint a többi modellbe. Gyártása 2012 augusztusában fejeződött be, 53 ezer legyártott darab után.

#### Logan Pick-Up

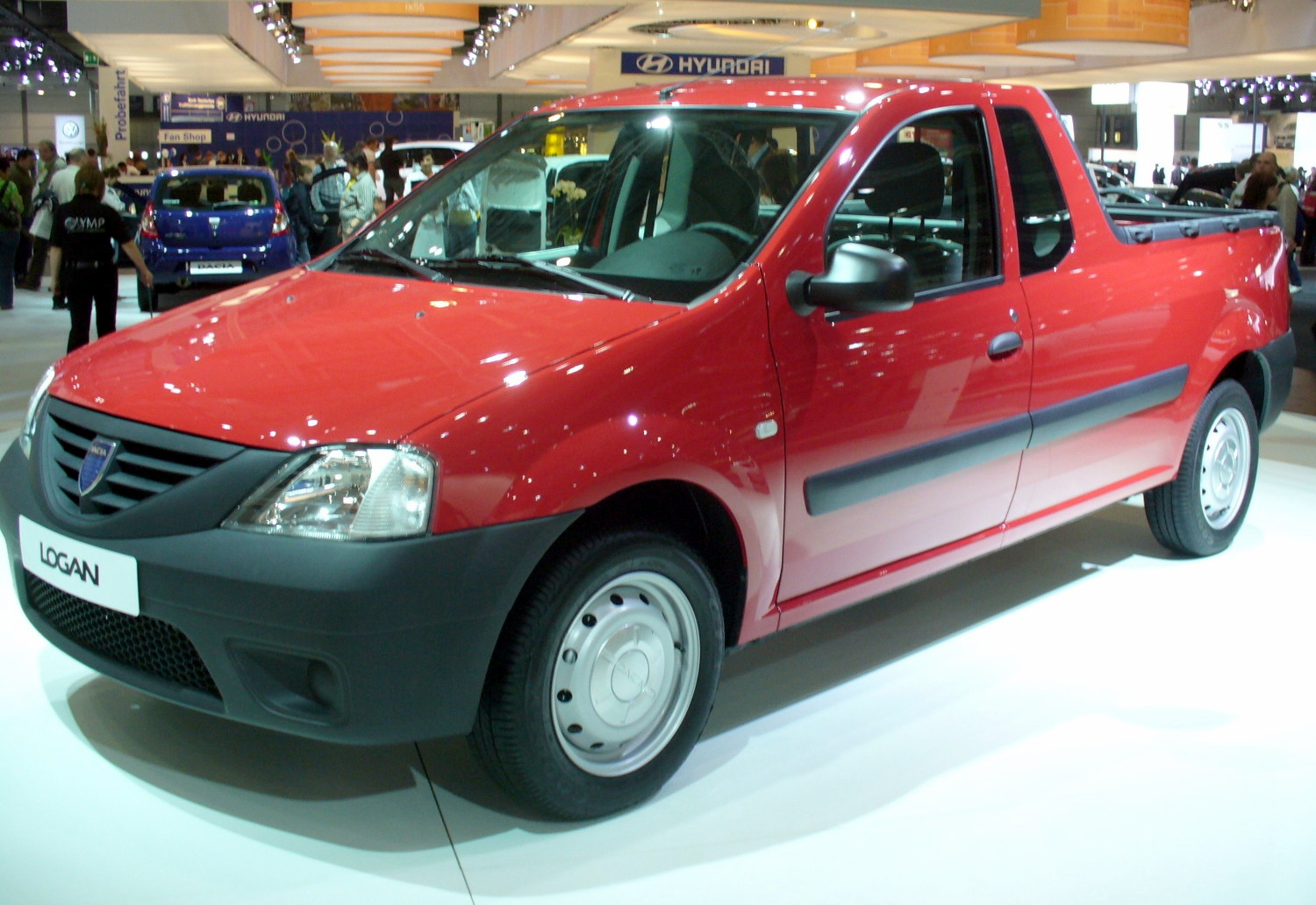
Dacia Logan Pick-Up

A szintén az MCV-n alapuló pick-up variáns 2007. szeptember 10-én jelent meg először a nagyközönség előtt, majd október 4-én, a Bukaresti Autószalonon került hivatalos bemutatásra, mint a rendkívül régi műszaki alapokra épülő Dacia Pick-Up utódja. A romániai értékesítés 2008 elején kezdődött meg, 7300 és 9450 euró közötti árakon.
2008 októberében Dél-Afrikában, Pretoriában is megkezdték a Logan Pick-Up gyártását, Nissan NP200 néven. Bemutatásakor nagyon hasonló volt az eredeti Dacia modellhez, de 2009 elején némileg megújult a kinézete.
A Dacia 2012 júliusában állította le a gyártását, helyét a Dokker pick-up változata vette át.

## Logan II (2012–2020)
A második generációs Logant a 2012-es Párizsi Autószalonon mutatta be a Dacia. Az első hivatalos fotók 2012. szeptember 17-én kerültek nyilvánosságra. Az eleje ugyanolyan dizájnt kapott, mint a Sandero második generációja, melyet szintén Párizsban mutattak be, emellett még több műszaki megoldáson osztozik a két modell.
Romániában 2012 novemberében vette kezdetét az értékesítés, a legolcsóbb modell akkor 6690 euróba került. A bemutatáskor a Dacia bejelentette, hogy ebből a generációból nem készül majd hétüléses vagy kisáruszállító változat, mivel ezek helyét már korábban átvette a Lodgy és a Dokker a modellpalettán.

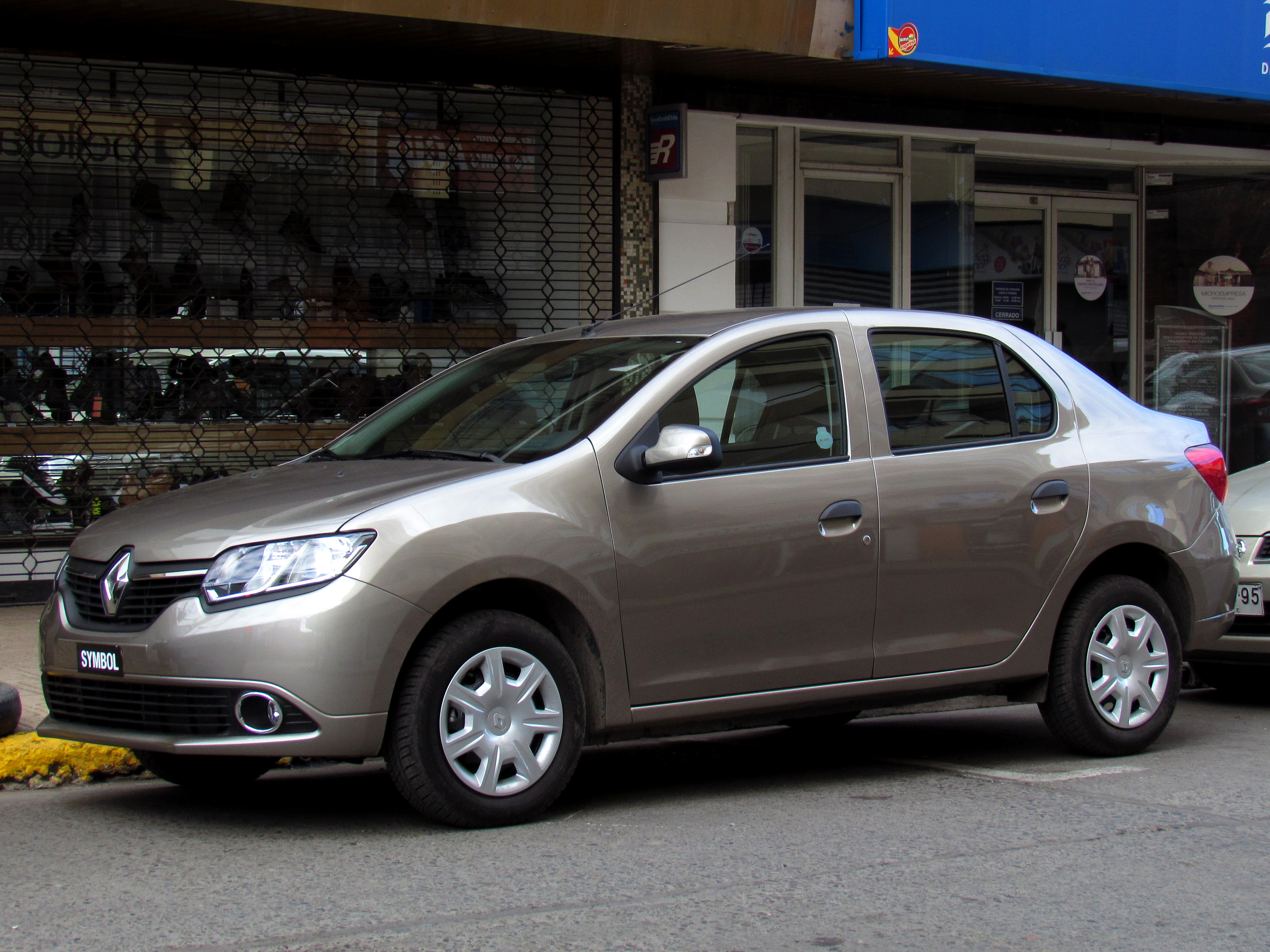
Logan II alapú Renault Symbol

A szedán változat 2013 júniusában mutatkozott be Dél-Amerikában, a Buenos Aires-i Autószalonon, mint a Renault Logan második generációja, és decembertől lett megvásárolható. Ezeket a modelleket a Renault do Brasil üzemében, São José dos Pinhaisban szerelik össze.
2014 márciusában került az orosz piacokra az autó, szintén Renault Logan néven, mely a helyi, Togliattiban található gyárban készül. Szintén 2014-ben mutatkozott be a modell Egyiptomban, az új Sanderóval együtt. 2015 elején a Renault Algériában, Oránban található üzemében is megkezdődött az összeszerelés.
A kocsi több piacon is Renault Symbol néven ismert, melynek előző két generációja a Magyarországon Thaliaként ismert modellekre épült, legújabb, harmadik generációja azonban már a Logan II-nek felel meg. Az új Logan gyártását 2015 augusztusában kezdték meg Kolumbiában, ahol már az összeszerelés megkezdése előtt több ezer megrendelést adtak le az érdeklődők.

### Motorok
Az új modellel együtt érkező új felszerelések közül az egyik legjelentősebb az új, 0,9 literes, soros háromhengeres, 90 lóerő (67 kW) és 135 Nm-es nyomaték leadására képes motor volt. A motorkínálat emellett még egy 1,2 literes, benzin-gázos változatban is kapható, valamint egy 1,5 literes dízel erőforrást tartalmaz, utóbbi két eltérő teljesítményű változatban is megrendelhető.
A másik fő újítás a Media Nav rendszer, mely a Lodgyban is megtalálható. Ez egy hétcolos kijelzővel rendelkező, érintőképernyős rendszer, mely multimédia és navigációs funkciókkal rendelkezik. Emellett az alapfelszereltség részét képezi a sebességhatároló, a tempomat, a hátsó parkolóradar, az első és oldalsó légzsákok, valamint az ABS és az ESP. A külső mellett a belső is alaposan átalakult és több króm díszítőelem is került bele, a motorháztető nyitását pedig gázrugók segítik. Szintén az újítások közé tartozik a műszerfalon elhelyezett Eco-gomb, melynek célja a kedvezőbb fogyasztás elérése azáltal, hogy a fordulatszámot 4000 fordulat/percben maximalizálja.
2014 végére a Dacia alacsonyabb károsanyag-kibocsátású, az Euro 6-os normáknak is megfelelő motorokat mutatott be a Loganhez. 2015 augusztusában a 0,9 literes TCe motor start-stop rendszerrel is elérhetővé vált. A Dacia úgy tervezi, hogy 2016 végétől Easy-R nevű robotizált automata sebességváltót is kínál majd az autóhoz.

### Felszereltségi szintek
A Logan II három felszereltségi szintben kapható: Access, Ambiance és Laureate (Magyarországon Arctic). Az Access a legszerényebben felszerelt változat, fekete lökhárítókkal, szervokormánnyal, és csak az 1,2 literes motorral kapható. Az Ambiance-hoz már színre fújt lökhárítók, dísztárcsák, Eco-mód, központi zár, első elektromos ablakok, és CD-lejátszó járnak, valamint extraként rendelhető hozzá metálfényezés, ködlámpa és klímaberendezés. A Laureate/Arctic ára magában foglalja a színre fújt kilincseket, a ködlámpákat és a fedélzeti számítógépet, valamint rendelhető még hozzá metálfényezés, Media Nav rendszer, bőrbelső, parkolószenzorok, tempomat és könnyűfém felnik. Korábban kizárólag ehhez a változathoz volt kapható az 1,5 literes dízelmotor 90 lóerős (67 kW) változata.
2014 júniusában megjelent egy jubileumi változat, a típus bevezetésének 10. évét ünnepelve, melyből mindössze 2000 darab készült. Ebbe olyan újdonságok kerültek, mint az automata kílma, dupla optikás ködlámpa, visszapillantóba épített irányjelzők, 16 colos kerekek és néhány egyéb külső dizájnelem. 2015 októberében bevezetésre került a Prestige (Magyarországon Celebration) felszereltségi csomag, mint a kínálat új csúcsa, melyben megjelent a jubileumi változat néhány berendezése, például az automata klíma, az új ködlámpák és a tükrökbe épített irányjelzők és a nagyobb felnik.

### Változatok

#### Logan MCV

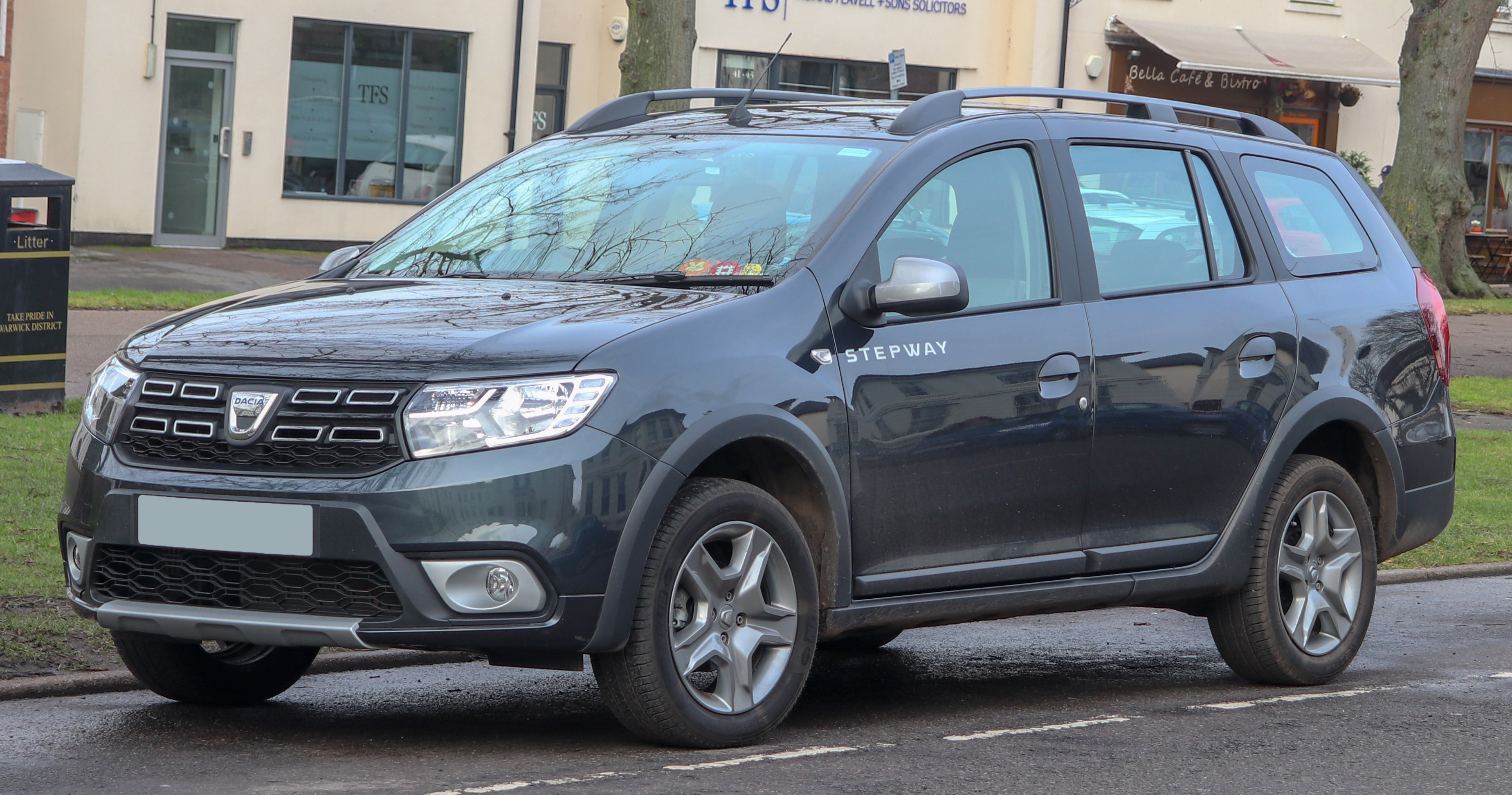
Logan II MCV

Az autó kombi változatát a 2013-as Genfi Autószalonon mutatták be. Megtartotta az MCV nevet, de ez már nem a Multi Convivial Vehicle (többféle felhasználhatóságú jármű), hanem a Maximum Capacity Vehicle (maximum befogadóképességű jármű) kifejezés rövidítésére utal. A kombi variánssal öt személy szállítható, csomagtartójának befogadóképessége pedig 573 liter és 1518 liter között váltakozik, attól függően, hogy le van-e hajtva a hátsó üléssor. Ugyanazok a felszerelések és motorok rendelhetők hozzá, mint a szedánhoz. Az értékesítése 2013 második felében kezdődött meg.

### Díjak
A Logan második generációja megnyerte a brazil Abioto által 15. alkalommal kiosztott "Legjobb kompakt" díjat, melyet egy 67 tagú, elismert szakírókból álló zsűri ítélt oda. A kocsi szintén megnyerte az Év autója díjat 2013-ban a Motor Press szavazásán, megelőzve a Citroën C4L Sedant.
2013. december 9-én, kevesebb mint egy hónappal a brazíliai bemutatása után a Renault Logan elhódította a Top Car TV Awardot, a legjobb Brazíliában gyártott autó kategóriájában, a Volkswagen Gol, a Volkswagen Fox, a Toyota Etios és a Ford Fiesta előtt. A díjat egy autóipari és hírközlési cégeknél dolgozó kommunikátorokból és marketingesekből álló döntőbizottság ítélte oda.

## Prototípusok és egyéb projektek

### Logan Steppe

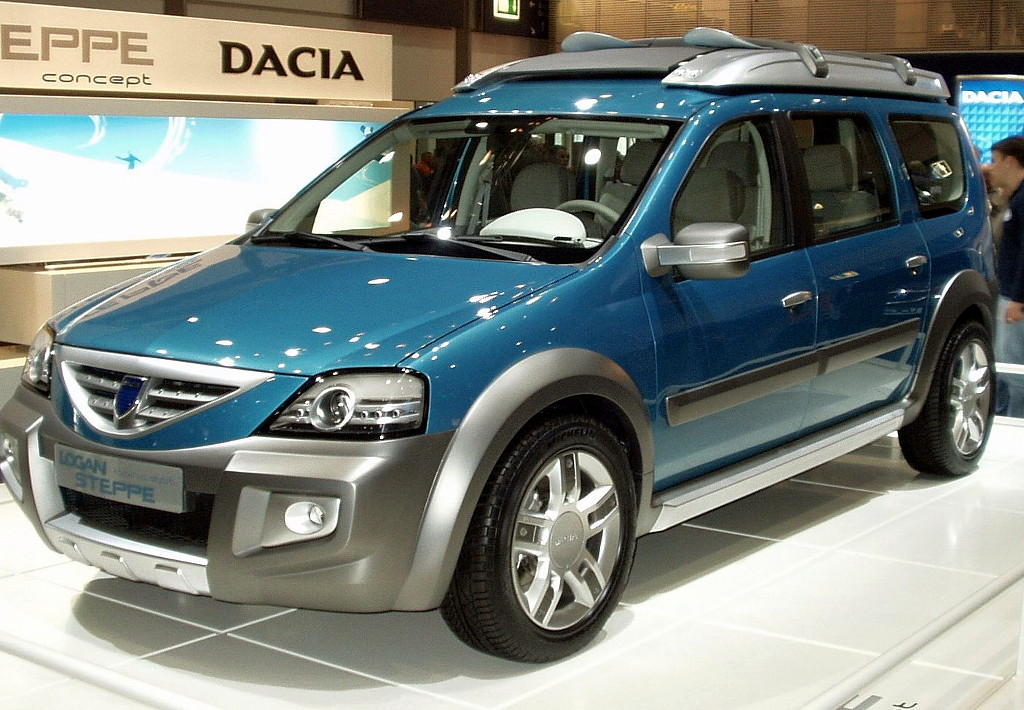
Dacia Logan Steppe

2006-ban a Genfi Autószalonon került bemutatásra a Dacia Logan Steppe kombi prototípus, melynek a neve sztyeppét jelent. Ez a kocsi a Logan MCV előfutára volt és az ismert indiai prototípus-építő cég, a DC Design tervezte.

### Logan S2000
A Logan S2000 egy rövid életű versenyautó volt, mely a Loganen alapult.

### Dacia-kupa
2007 óta létezik a Dacia-kupa osztály a román ralibajnokságban, ahol az N osztály szabályai szerint felkészített Loganek szerepelnek. Itt általában a karrierjük elején járó, kezdő versenyzők indulnak. A kocsikba 1,6 literes MPI motor kerül.

## Fordítás
Ez a szócikk részben vagy egészben  a   Dacia Logan című angol Wikipédia-szócikk fordításán alapul.  Az eredeti cikk szerkesztőit annak laptörténete sorolja fel. Ez a jelzés csupán a megfogalmazás eredetét és a szerzői jogokat jelzi, nem szolgál a cikkben szereplő információk forrásmegjelöléseként.